# Wacław Grandys
Wacław Grandys (ur. 27 października 1914 w Krzepicach, zm. 3 września 1939 w Kamieniu) – podchorąży obserwator Wojska Polskiego.

## Życiorys
Ukończył gimnazjum im. Henryka Sienkiewicza w Częstochowie, w 1936 zdał egzamin dojrzałości. Naukę kontynuował w Szkole Podchorążych Lotnictwa w Dęblinie (XII promocja). W czerwcu 1939, po trzech latach nauki, został skierowany na praktykę w 2 Pułku Lotniczym w Krakowie. Uczestniczył w kampanii wrześniowej, był obserwatorem w 22 eskadrze bombowej, którą przydzielono do dyspozycji dowódcy Brygady Bombowej. 3 września 1939 był dowódcą załogi, w skład której wchodzili kapral pilot Feliks Marek i kapral strzelec Wacław Gacoń. Wystartowali z lotniska w Kamieniu samolotem PZL.23 "Karaś", aby w ramach lotu bojowego zlokalizować i zbombardować hitlerowską kolumnę pancerną w okolicy Radomska. Następnie odłączyli się od klucza, ponieważ kolejnym zadaniem było rozpoznanie w okolicach Przedborza, Włoszczowy i Koniecpola. Zostali tam zaatakowani przez samoloty Me-109 należące do Luftwaffe, ciężko ranny został ppor. Wacław Grandys. Kpr. Feliks Marek doprowadził samolot do lotniska w Kamieniu, ale podchodząc do lądowania uszkodzoną maszyną zaczepił o drzewa. Samolot stanął w ogniu, kpr. Feliks Marek i kpr. Wacław Gacoń zostali uratowani, ranny ppor. Wacław Grandys zginął w płomieniach, spoczywa na cmentarzu wojskowym w Radomiu (gr. 39). Pośmiertnie został odznaczony Krzyżem Walecznych. 13 września 1939 został mianowany na stopień podporucznika ze starszeństwem z 1 sierpnia 1939 w korpusie oficerów lotnictwa, grupa liniowa.